# Cliona paucispina
Cliona paucispina är en svampdjursart som beskrevs av Rützler 1974. Cliona paucispina ingår i släktet Cliona och familjen borrsvampar.
Artens utbredningsområde är havet utanför Bermuda. Inga underarter finns listade i Catalogue of Life.